# Aminé
Adam Aminé Daniel (Portland, 18 de abril de 1994) é um rapper, cantor e compositor norte-americano. Ele é mais conhecido pelo seu single de estreia, "Caroline", que atingiu a 11ª posição nas paradas da Billboard Hot 100 nos Estados Unidos. Aminé lançou seu álbum de estreia, "Good for You", em 28 de julho de 2017.

## Início de vida
Aminé é filho de imigrantes etíopes que se mudaram para os Estados Unidos no início da década de 1990. Sua mãe trabalhava em uma agência dos correios e seu pai era professor e tradutor. Aminé foi nascido e criado no nordeste da cidade de Portland, em Oregon. Ele cresceu com objetivos de tornar-se um jogador profissional de basquete, mas foi afastado do time da sua escola no ensino médio. Sua carreira no rap começou ao criar canções "diss" sobre colégios rivais da sua cidade.
Aminé frequentou a Universidade Estadual de Portland e estudou marketing. Ele também trabalhou como estagiário na revista Complex.

## Carreira

### 2014–15: início
Aminé começou sua carreira após o lançamento da sua mixtape de estreia, Odyssey to Me, lançada em 17 de janeiro de 2014. Em setembro do mesmo ano, ele lançou o seu primeiro EP, En Vogue. Posteriormente, em agosto de 2015, Aminé lançou sua segunda mixtape, Calling Brío.

### 2016–17: sucesso eGood for You
Em 9 de março de 2016, Aminé lançou seu single de estreia, "Caroline". Em junho do mesmo ano, ele lançou o videoclipe da canção, dirigido por ele mesmo, em seu canal no YouTube. A canção estreou na 96ª posição nas paradas da Billboard Hot 100 dos Estados Unidos, mas posteriormente alcançou a 11ª posição. Em junho de 2017, a música recebeu o certificado de platina triplo pela RIAA. Em junho de 2016, Aminé juntou-se à Republic Records. Em novembro do mesmo ano, ele lançou seu single "Baba", após o sucesso de "Caroline". Em 15 de novembro de 2016, Aminé cantou "Caroline" no talk show The Tonight Show Starring Jimmy Fallon.
Em março de 2017, Aminé lançou um novo single chamado "REDMERCEDES". O clipe da canção foi lançado em 7 de abril de 2017 no seu canal no YouTube. O single foi elogiado pelas influências do rap do início dos anos 2000, como Missy Elliott. O remix oficial da música conta com vocais da própria Missy Elliott e AJ Tracey, e foi lançado no iTunes em 26 de maio de 2017. No mesmo dia, Aminé lançou outra canção, "Heebiejeebies", com vocais de Kehlani.
Em 13 de junho de 2017, Aminé foi nomeado como um dos dez membros da "Freshman Class" de 2017 da revista XXL, edição especial que apresenta rappers em ascensão ao público. Três dias depois, ele lançou seu novo single "Turf".
No mesmo mês, Aminé revelou a capa e o título do seu álbum de estreia, Good for You. Antes do lançamento do disco, ele lançou os singles "Blinds" e "Wedding Crashers", este último com a participação do rapper Offset. Good for You foi lançado em 28 de julho de 2017. O álbum estreou na 31ª posição nas paradas da Billboard 200 nos Estados Unidos e vendeu 13 mil cópias apenas na primeira semana. Seguinte ao lançamento do disco, Aminé lançou o single "Squeeze" em 21 de outubro de 2017.

### 2018–presente:OnePointFiveeLimbo
Em 16 de janeiro de 2018, Aminé fez uma participação no single "Egyptian Luvr", de Rejjie Snow. Em abril do mesmo ano, ele lançou o single "Campfire", uma parceria com o grupo de hip hop Injury Reserve. Aminé anunciou a capa, título, e lista de faixas do seu novo álbum OnePointFive em 14 de agosto de 2018, e o disco foi lançado no dia seguinte. Posteriormente, Aminé fez parte da trilha sonora da animação Spider-Man: Into the Spider-Verse em dezembro de 2018, com a canção "Invincible".
Em 26 de fevereiro de 2020, Aminé lançou "Shimmy", seu novo single, e em maio, "Riri". Em 6 de julho de 2020, ele lançou o single "Compensating", com participação de Young Thug, e anunciou a capa do seu segundo álbum de estúdio, "Limbo".

## Vida pessoal
Aminé atualmente vive em Los Angeles. Ele disse que Quentin Tarantino é seu diretor favorito: "Eu o admiro imensamente — eu simplesmente amo o artista que ele é e a mente que cria essa arte". Aminé também afirmou que quer se dedicar mais à direção de filmes e à moda.

### Política
Aminé é um crítico aberto do presidente norte-americano Donald Trump. Durante sua estreia na televisão no talk-show The Tonight Show Starring Jimmy Fallon, em novembro de 2016, o rapper cantou um remix da sua canção "Caroline". Ao final da apresentação, Aminé cantou versos críticos ao resultado das eleições presidenciais de 2016 no país: "11 de setembro, um dia que nós nunca esqueceremos / 9 de novembro, um dia que todos lamentamos".
Ao falar sobre a política de imigração de Trump durante a campanha presidencial de 2016, Aminé disse: "Meus pais são imigrantes, eles vieram para este país em busca de oportunidades melhores, como todos os outros."

## Discografia
- Good for You (2017)
- Limbo (2020)[30]

## Turnês
- Tour for You (2017)[31]
- TourPointFive (2018)

## Prêmios e indicações
| Ano  | Prêmio             | Categoria                      | Resultado |
| ---- | ------------------ | ------------------------------ | --------- |
| 2017 | BET Hip Hop Awards | Melhor Novo Artista de Hip Hop | Indicado  |